# 흑인 역사의 달
흑인 역사의 달(영어: Black History Month)은 미국에서 유래된 매년 기념하는 달로, 아프리카계 미국인 역사의 달(영어: African-American History Month)이라고도 불린다. 아프리카 디아스포라의 역사에서 중요한 인물과 사건을 기억하는 방식으로 시작되어 처음에는 일주일 동안 지속되다가 1970년 이후로 한 달 동안 기념하게 되었다. 미국과 캐나다에서는 2월에 기념하며, 이들 국가에서는 정부로부터 공식적인 인정을 받았다. 아일랜드와 영국에서도 10월에 기념하고 있다.